# Richie Benaud
Richard „Richie“ Benaud OBE (* 6. Oktober 1930 Penrith; † 10. April 2015 in Sydney) war ein australischer Cricketspieler und Sportkommentator.

## Laufbahn als Cricketspieler
Benaud begann seine Karriere als 18-jähriger 1948 für das Cricket-Team von New South Wales und konnte mit dem Team zwei Mal (1948/49, 1949/50) den Sheffield Shield gewinnen. 1951 wurde er erstmals für die australische Nationalmannschaft für ein Test der Tour gegen die West Indies nominiert und absolvierte sein erstes Test Match in Sydney. Nach umstrittenen Anfangsjahren im Nationalteam gehörte er ab 1953 zur regelmäßigen und unumstrittenen Auswahl. Sein erstes von drei Test-Centuries erzielte er mit 121 Runs beim 5. Test der Tour in den West Indies 1955. Die beiden anderen gelangen ihm mit 122 bzw. 100 Runs in der Saison 1957/58 in Südafrika. Sein bestes Ergebnis als Bowler erzielte er in der Saison 1956/57 in Indien, als ihm im ersten Test 7 Wickets für 72 Runs gelangen. 1958 wurde er zum Captain der Nationalmannschaft bestimmt. Unter seiner Führung gelang es Australien, die Ashes-Spielserie jenes Jahres gegen das favorisierte englische Team in Australien zu gewinnen. Die Ashes-Serie von 1961 in England konnte ebenfalls unter seiner Führung Australien für sich entscheiden. 1962 wurde er als einer der Wisden Cricketers of the Year ausgezeichnet. Unter Benaud wurde noch eine dritte Ashes-Serie 1962/1963 in Australien gespielt, die jedoch unentschieden endete. In der Saison 1963/1964 spielte Benaud noch in drei Tests gegen Südafrika, dann jedoch unter seinem Nachfolger als Captain Bob Simpson. Benaud beendete danach seine offizielle Spielerkarriere und trat nur noch in Wohltätigkeitsspielen an.
Benaud war als brillanter Taktiker bekannt. Er nutzte als Bowler vorwiegend Leg Spin, war jedoch nicht allein darauf festgelegt, sondern beherrschte alle Arten des Bowlings.
Benaud war Captain der Mannschaft in 28 Test-Matches und unter seiner Führung verlor Australien keine Test-Serie. Er war der erste Spieler, der 2000 Runs und 200 Wickets im Test Cricket erzielte. Benaud spielte in insgesamt 63 Tests und erzielte dabei 248 Wickets, was australischen Rekord bedeutete. Als Spieler wird er nach Donald Bradman als der bedeutendste australische Cricketspieler bezeichnet. 1961 wurde er mit dem Order of the British Empire für Verdienste um das Cricket geehrt. Am Sydney Cricket Ground wurde Benaud mit einer lebensgroßen Statuette geehrt.

## Laufbahn als Sportreporter
Benaud war seit seiner ersten Serie als Spieler in England 1956 für die britische Zeitung News of the World bis zu deren Einstellung 2011 als Cricketreporter tätig.
Nach dem Ende seiner aktiven Laufbahn als Cricketspieler begann er, sich verstärkt im Fernsehen, wo er seit 1960 für die BBC tätig war, als Reporter zu engagieren. Bis 1999 blieb Benaud der BBC verbunden, danach schloss er sich Channel 4 an. Dort blieb er bis 2005, als die Cricket-Übertragungsrechte zum Bezahlsender Sky wechselten. In Australien war er ab 1977 für Channel 9 tätig, als Kerry Packer für seine World Series Cricket eine Stimme suchte. In den 1970er Jahren war sein Kommentatorenstil umstritten und es wurde gelegentlich seine Ablösung gefordert. Doch er veränderte die Cricketberichterstattung nachhaltig und galt als einer der bekanntesten Reporter in diesem Bereich sowohl für die BBC wie auch in Australien.

## Privatleben
Im Oktober 2013 verletzte sich Benaud bei einem Autounfall und konnte an der folgenden Ashes-Serie das erste Mal seit Jahrzehnten nicht als Reporter teilnehmen. Im November 2014 wurde erwartet, dass er von den Verletzungen genesen seine Rückkehr in die Kommentatorenbox bekannt geben würde, erklärte jedoch, dass er wegen Hautkrebs in Behandlung sei und seine Tätigkeit deswegen nicht aufnehmen könne. Er bereute es und zählte es zu den Dingen, die man im Leben spät lernt, dass er weder einen Hut noch Sonnencreme getragen habe.
Sein jüngerer Bruder John spielte wie er Test Cricket für Australien und in der Mannschaft von New South Wales, deren Capitain er war.
Benaud war in erster Ehe mit Marcia Lavender verheiratet, mit der er zwei Söhne hatte. Nach der Scheidung von seiner ersten Ehefrau war er mit Daphne Surfleet verheiratet. Diese Ehe blieb kinderlos. Richie Benaud starb am 10. April 2015 im Alter von 84 Jahren in Sydney an den Folgen seiner Krebserkrankung.